# Гостомія (Опольське воєводство)
Гостомія (пол. Gostomia, нім. Simsdorf) — село в Польщі, у гміні Біла Прудницького повіту Опольського воєводства.
Населення — 450 осіб (2011).

## Демографія
Демографічна структура станом на 31 березня 2011 року:
|          | Загалом | Допрацездатний вік | Працездатний вік | Постпрацездатний вік |
| -------- | ------- | ------------------ | ---------------- | -------------------- |
| Чоловіки | 225     | 55                 | 147              | 23                   |
| Жінки    | 225     | 35                 | 142              | 48                   |
| Разом    | 450     | 90                 | 289              | 71                   |